# Esporte Clube Águia Negra

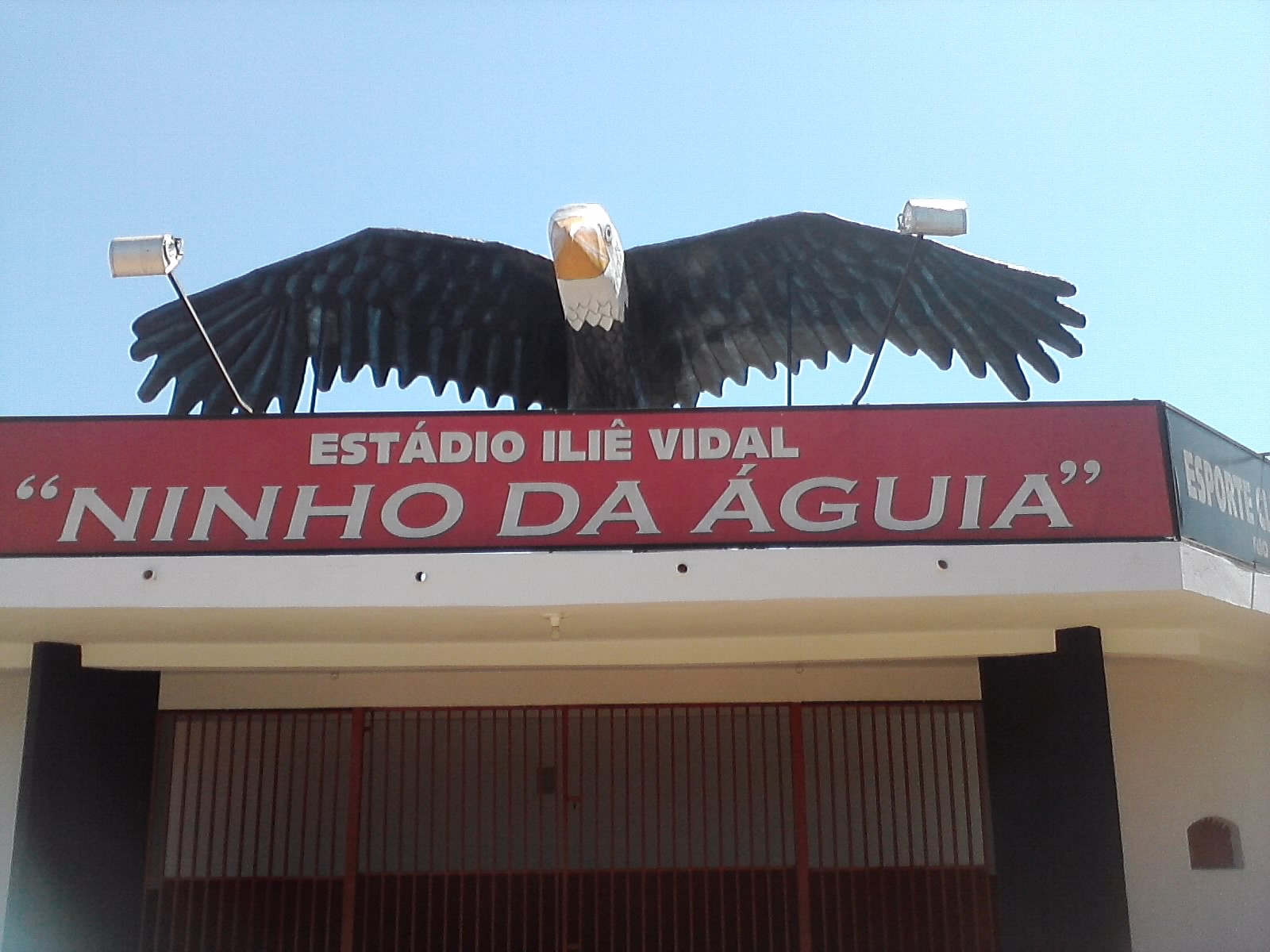
Fachada del Estádio Iliê Vidal, conocido popularmente como "Ninho da Águia".

El Esporte Clube Águia Negra es un equipo de fútbol de Brasil que jugará en la segunda división del Campeonato Sul-Matogrossense.

## Historia
Fue fundado el 31 de mayo de 1972 en el municipio de Rio Brilhante del estado de Mato Grosso del Sur por el político Illie Vidal, el cual era un aficionado al fútbol. Fue uno de los equipos más importantes a nivel aficionado durante la década de los años 1970, donde tenían cerrados partidos ante equipos como Ubiratan Esporte Clube y Operário Futebol Clube, partidos que eran considerados como clásicos dentro del fútbol aficionado en la región de Grande Dourados.
En 1987 el club se convierte en profesional gracias a su entonces presidente Joaldo Moreira Simoes, y en 2003 participa por primera vez en el Campeonato Sul-Matogrossense gracias a una decisión tomada por los tribunales de justicia deportiva. En 2007 es campeón estatal por primera vez en su historia, logrando la clasificación para el Campeonato Brasileño de Serie C en ese año por primera vez y a la Copa de Brasil de 2008, sus primeras competencias a escala nacional.
En la tercera división nacional superó la fase de grupos como segundo lugar del Grupo 13, pero después fue eliminado en la segunda ronda tras terminar en último lugar del Grupo 24, y para el 2008 participó en la Copa de Brasil por primera vez en donde fue eliminado en la primera ronda por el Atlético Clube Paranavaí del estado de Paraná con marcador de 6-7. En ese año participó por segunda ocasión en el Campeonato Brasileño de Serie C tras ganar su grupo en el torneo estatal, pero en esta ocasión fue eliminado en la primera ronda tras terminar en último lugar de su grupo y solo hizo un punto en seis partidos.
Tras cinco años en el limbo estatal volvieron a ganar el título por segunda vez en 2012, logrando la clasificación para la Copa de Brasil y al Campeonato Brasileño de Serie D en 2013. En su primera participación en la cuarta división nacional terminó eliminado en la primera ronda al terminar en cuarto lugar entre cinco equipos donde solo superó al Brasília Futebol Clube, mientras que en la Copa de Brasil fue eliminado en la primera ronda por el Clube Atlético Bragantino del estado de Sao Paulo por marcador de 0-2.
En 2015 clasifica nuevamente a la Copa de Brasil tras ser subcampeón estatal, aunque en esta ocasión vuelve a ser eliminado en la primera ronda, esta vez ante el Paysandu Sport Club del estado de Pará con marcador de 2-4.
En 2019 gana su tercer título estatal y logra la clasificación para el Campeonato Brasileño de Serie D y a la Copa de Brasil de 2020. En la Copa de Brasil logra por primera vez en su historia pasar de ronda, tras vencer por 2-1 a Sampaio Corrêa del estado de Maranhão, en segunda ronda es eliminado por Ferroviária del estado de Sao Paulo por un marcador de 6-2. En la Serie D consigue quedar en la quinta posición de ocho equipos en su grupo, no pudiendo pasar de ronda solo por diferencia de goles. Ese mismo año consigue el bicampeonato en el Campeonato Sul-Matogrossense.
En la Copa de Brasil 2021 es eliminado en primera ronda tras perder por 1-0 ante Vitória del estado de Bahía. En la Serie D quedó último de ocho equipos en su grupo. En el Campeonato Sul-Matogrossense pasó sin pena ni gloria, no pudiendo acceder al hexagonal final.
En el Campeonato Sul-Matogrossense de 2022 fue ubicado en el grupo B junto a Aquidauanense, Coxim, Dourados y Naviraiense. Comienza el torneo empatando ante Dourados de local y ante Aquidauanense de visita, posteriormente enlazó cuatro derrotas consecutivas, siendo la última de estas ante Aquidauanense de local con un marcador de 1-2, esta derrota hizo que descendiese (a falta de dos partidos por jugar) por primera vez tras dos décadas consecutivas jugando en la máxima categoría estatal. Cerraría el torneo empatando 0-0 de visita ante Naviraiense y una sorpresiva victoria de local por 5-0 a 
Coxim, la cual impidió que este último en mención pueda avanzar de fase.

## Palmarés
- Campeonato Sul-Matogrossense: 4

2007, 2012, 2019, 2020
- Campeonato Sul-Matogrossense de Segunda División: 1

2001
- Campeonato Municipal de Rio Brilhante: 2

1972 ,1970
- Campeonato Regional de Grande Dourados: 1

1974
- Campeonato Jamil Campos Aum: 1

1975
- Copa Prefeito Theofanes: 1

1982
- Copa Rio Brilhante: 1

1980
- Campeonato Regional Aficionado: 1

1984
- Campeonato Estatal Aficionado: 1

1984
- Campeonato Aficionado: 9

1984, 1985, 1990, 1991, 1992, 1994, 1997, 1998, 2003
- Copa Aficionada Rio Brilhante: 2

2005, 2006
- Campeonato Jaidson Fagundes: 1

1986